# Amtsgericht Bruchhausen
Das Amtsgericht Bruchhausen war ein Gericht der ordentlichen Gerichtsbarkeit in Bruchhausen.
Nach der Revolution von 1848 wurde im Königreich Hannover die Rechtsprechung von der Verwaltung getrennt und die Patrimonialgerichtsbarkeit abgeschafft.
Das Amtsgericht wurde daraufhin mit der Verordnung vom 7. August 1852 die Bildung der Amtsgerichte und unteren Verwaltungsbehörden betreffend als königlich hannoversches Amtsgericht gegründet.
Es umfasste das Amt Bruchhausen.
Das Amtsgericht war dem Obergericht Nienburg untergeordnet.
Das Amtsgericht Schwarme wurde 1859 aufgehoben und sein Gerichtsbezirk überwiegend dem des Amtsgerichtes Bruchhausen zugeordnet. Mit der Annexion Hannovers durch Preußen wurde es zu einem preußischen Amtsgericht in der Provinz Hannover. Im Jahre 1973 wurde das Gericht aufgehoben.